# Chimetopon camerunensis
Chimetopon camerunensis är en insektsart som beskrevs av Schmidt 1910. Chimetopon camerunensis ingår i släktet Chimetopon och familjen sköldstritar. Inga underarter finns listade i Catalogue of Life.